# Cheikh Tiberghien
Pour les articles homonymes, voir Tiberghien.

a Compétitions nationales et continentales officielles uniquement.

b Matchs officiels uniquement.
Dernière mise à jour le 27 août 2023.
Cheikh Tiberghien, né le 8 janvier 2000 à Bayonne, est un joueur français de rugby à XV polyvalent évoluant aux postes d'arrière, d'ailier ou de centre, au sein de l'effectif de l'Aviron bayonnais depuis 2023.

## Biographie

### Jeunesse et formation
Cheikh Tiberghien naît à Bayonne. Il commence par jouer au football à Anglet à partir de ses 6 ans et fait même partie du centre de formation de la Real Sociedad, club de football professionnel espagnol. Il change de sport et commence le rugby à XV à l'âge de 16 ans au sein de l'Aviron bayonnais.
En 2019, il quitte Bayonne pour rejoindre le centre de formation de l'ASM Clermont. En septembre, la FFR annonce qu'il fait partie du groupe Pôle France pour la saison 2019-2020.

### Carrière professionnelle
Il fait ses débuts professionnels en février 2020 à l'occasion d'un déplacement à Pau en Top 14.
En fin de saison 2022-2023, son entraîneur à l'ASM Clermont, Christophe Urios, ne souhaite pas le conserver, de ce fait il fait son retour à l'Aviron bayonnais à partir de la saison suivante et signe un contrat de trois ans.
Il dispute son premier match avec Bayonne lors de la première journée de la saison 2023-2024 du Top 14 face au Stade toulousain.

## Palmarès

### En sélection

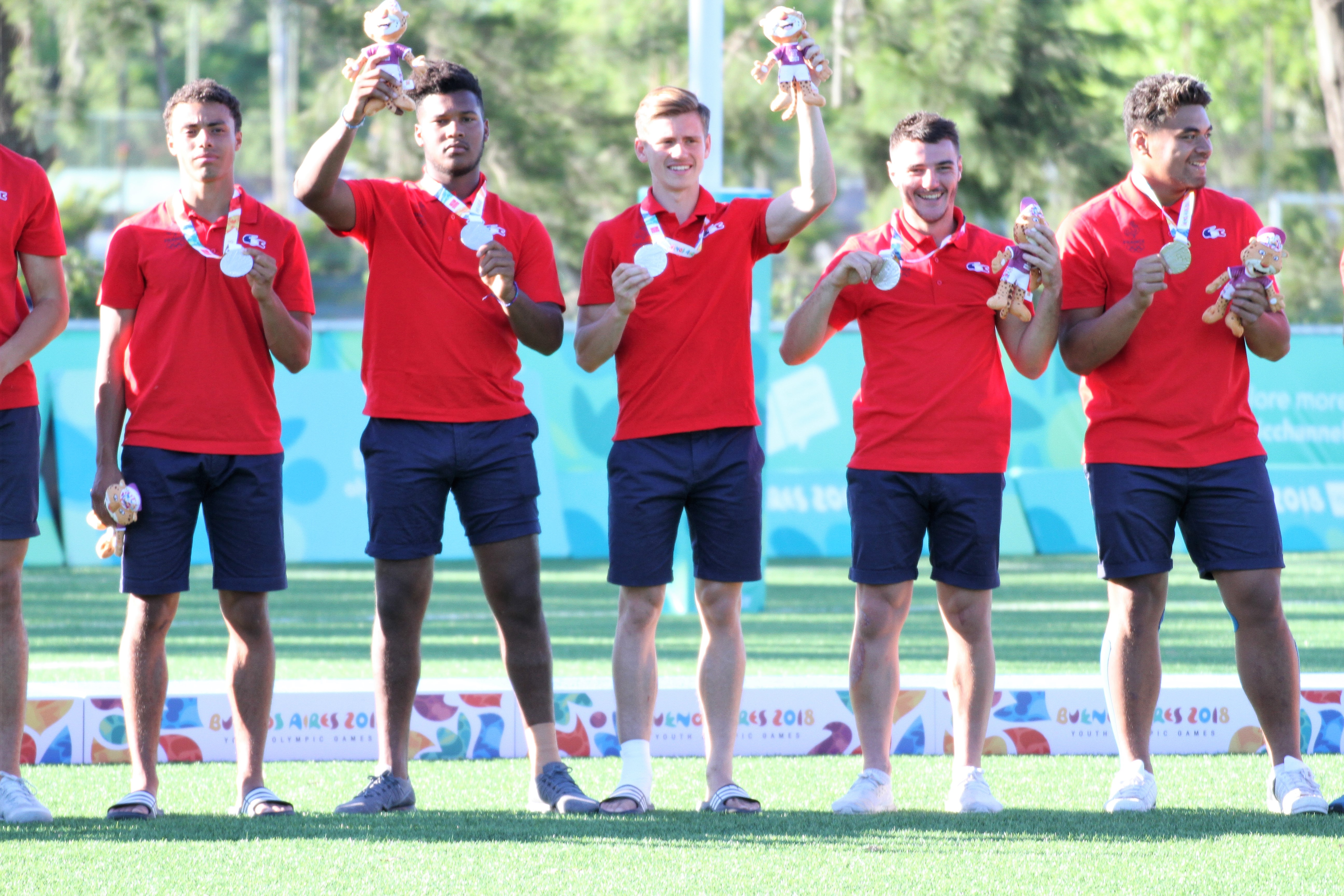
Cheikh Tiberghien, deuxième à gauche, lors de la remise des médailles aux JO de la jeunesse 2018.

- Médaillé d'argent aux Jeux olympiques de la jeunesse en 2018 avec l'équipe de France des moins de 18 ans.